# 村山徑
村山 徑（むらやま けい、1917年（大正6年）1月21日 - 1987年（昭和62年）1月23日）は、新潟県柏崎市出身の日本の日本画家。本名は勲。風景画、山岳を主題にした作品が多い。

## 略歴
1917年（大正6年）1月21日、新潟県柏崎市北条荒町に農家の長男として生まれる。
新潟市生まれの尾竹国観に師事。上京し京華中学に進むが、3年時にカリエスに罹患し帰郷。1935年（昭和10年）再上京し川端画学校の日本画科へ進み、のちに太平洋画学校へ。在学中に各種展覧会で入賞を繰り返した。
1943年（昭和18年）、26歳のとき第6回新文展に出品した「子等」が初入選。
戦時中は従軍画家として南方戦線に1945年敗戦まで応召。
1950年（昭和25年）、伊東深水、児玉希望と共に日月社を結成。この頃児玉希望に師事。日月社では受賞3回のほか委員も務めた。
1958年（昭和33年）、1959年（昭和34年）の2年連続で第1回新日展「残雪の高原」、2回新日展「白浜」が特選、白寿賞。1961年（昭和36年）にも第4回新日展「溜」が菊華賞。
1965年（昭和40年）より日展会員、1972年（昭和47年）日展評議員。
1978年（昭和53年）、日展出品作「朝の火山」が内閣総理大臣賞。
1984年（昭和59年）第41回日展にて「冠」が日本芸術院賞および恩賜賞。
1985年（昭和60年）日展理事に就任。
1987年（昭和62年）1月23日午後11時38分、神奈川県足柄下郡の厚生年金病院で肺気腫のため死去、享年70。

## 作品
太字は受賞。
| 製作年             | 出品展覧会  | 作品名         | 備考                               |
| ------------------ | ----------- | -------------- | ---------------------------------- |
| 1943年（昭和18年） | 第6回新文展 | 「子等」       | 入選                               |
| 1958年（昭和33年） | 第1回新日展 | 「残雪の高原」 | 特選                               |
| 1959年（昭和34年） | 第2回新日展 | 「白浜」       | 白寿賞                             |
| 1961年（昭和36年） | 第4回新日展 | 「溜」         | 菊華賞                             |
| 1980年（昭和55年） |             | 「雨の渦潮」   | 新潟県立近代美術館・万代島美術館蔵 |

## 著書
- 村山径『風神・雷神 : 村山径手彩色オリジナル石版画傑作撰』毎日新聞社、1981年9月。全国書誌番号:81046594。
- 村山径、国領経郎『郷土ゆかりの巨匠展 : 村山径・国領経郎 柏崎市立博物館開館記念展』柏崎市立博物館、1986年7月。全国書誌番号:87009463。